# $O$
Albums de Die Antwoord
5
(2010)
Singles
1. Wat Pomp?
Sortie : 6 juin 2009
2. Beat Boy
Sortie : Fin 2009/Début 2010
3. Enter the Ninja
Sortie : 9 août 2010
4. Fish Paste
Sortie : 2010
5. Evil Boy
Sortie : 28 septembre 2010

$O$ est le premier album du groupe de rap-rave sud-africain Die Antwoord. L'album fut d'abord largement diffusé via Internet uniquement, puis a été mis à disposition en écoute gratuite sur le site du groupe avant leur arrivée chez Interscope Records. La chanson Wat Pomp? a disposé d'un clip qui est sorti le 6 juin 2009, suivi par Enter the Ninja (une piste qui était à l'origine présentée avec une vidéo virale sur YouTube et d'autres services d'hébergement de vidéos en ligne), qui a été publié officiellement le 9 août 2010. Fish Paste et Beat Boy ont aussi été sortis en tant que singles promotionnels. Enter the Ninja débuta à la 37e place du classement UK Music Charts le 19 septembre 2010.
À la suite de la signature du groupe chez Interscope aux États-Unis, il a été annoncé que $O$ sera ré-édité en format physique mais avec une liste de chansons différente ,. Diplo a produit une des nouvelles pistes de la ré-édition, Evil Boy, pour laquelle une vidéo promotionnelle a été dévoilée le 6 octobre 2010. La version numérique via l'iTunes américain inclut la piste bonus Wat Pomp? et une version alternative d'Evil Boy qui n'est pas présente sur le disque physique aux États-Unis .
Lors d'une interview avec Xeni Jardin, Ninja a mentionné qu'il considérait cet l'album comme le premier d'un plan de cinq albums à venir.

## Liste des pistes
| Version internet | Version internet                                                                      | Version internet | Version internet | Version internet | Version internet | Version internet | Version internet | Version internet | Version internet |
| No               | Titre                                                                                 | Durée            |                  |                  |                  |                  |                  |                  |                  |
| ---------------- | ------------------------------------------------------------------------------------- | ---------------- | ---------------- | ---------------- | ---------------- | ---------------- | ---------------- | ---------------- | ---------------- |
| 1.               | Whatever Man                                                                          | 0:33             |                  |                  |                  |                  |                  |                  |                  |
| 2.               | Wat Kyk Jy                                                                            | 4:35             |                  |                  |                  |                  |                  |                  |                  |
| 3.               | Enter the Ninja                                                                       | 5:04             |                  |                  |                  |                  |                  |                  |                  |
| 4.               | Wat Pomp (featuring Jack Parow)                                                       | 4:06             |                  |                  |                  |                  |                  |                  |                  |
| 5.               | Wie Maak Die Jol Vol (featuring Knoffel Bruin, Isaac Mutant, Jaak Paarl et Scallywag) | 5:07             |                  |                  |                  |                  |                  |                  |                  |
| 6.               | Rich Bitch                                                                            | 3:03             |                  |                  |                  |                  |                  |                  |                  |
| 7.               | I Don't Need You                                                                      | 3:55             |                  |                  |                  |                  |                  |                  |                  |
| 8.               | Very Fancy                                                                            | 2:52             |                  |                  |                  |                  |                  |                  |                  |
| 9.               | Dagga Puff                                                                            | 4:38             |                  |                  |                  |                  |                  |                  |                  |
| 10.              | My Best Friend (featuring The Flying Dutchman AKA Neo SA)                             | 1:19             |                  |                  |                  |                  |                  |                  |                  |
| 11.              | Liewe Maatjies                                                                        | 3:37             |                  |                  |                  |                  |                  |                  |                  |
| 12.              | $copie                                                                                | 3:08             |                  |                  |                  |                  |                  |                  |                  |
| 13.              | Beat Boy                                                                              | 8:18             |                  |                  |                  |                  |                  |                  |                  |
| 14.              | Super Evil                                                                            | 4:00             |                  |                  |                  |                  |                  |                  |                  |
| 15.              | Doos Dronk (featuring Jack Parow et Fokofpolisiekar)                                  | 3:51             |                  |                  |                  |                  |                  |                  |                  |
| 16.              | $O$                                                                                   | 3:58             |                  |                  |                  |                  |                  |                  |                  |
| 68:03            |                                                                                       |                  |                  |                  |                  |                  |                  |                  |                  |